# Nihilist Blues
Nihilist Blues es una canción de la banda de rock británica Bring Me the Horizon con la vocalista Grimes. Producido por el vocalista de la banda Oliver Sykes y el tecladista Jordan Fish, aparece en el sexto álbum de estudio de 2019 Amo. La canción fue lanzada como el quinto sencillo del álbum el 24 de enero de 2019.

## Composición y letra
Según una entrevista de Impericon, la canción es la favorita de Oliver Sykes. Musicalmente, "Nihilist Blues" se inspira en las viejas canciones de disco y EDM. Fish comentó sobre la colaboración:

"Este es un ejemplo de lo que realmente estamos haciendo en este disco. Es como esta canción rara y oscura o algo así, es absolutamente mental, y podría ser mi favorito en todo el álbum. Estoy seguro de que la gente lo escuchará y dirá, "¿Qué demonios?", Pero como sea. Es muy diferente en sonido para nosotros. Somos grandes admiradores de Grimes y a ella le encantó la canción. De hecho, la envió de vuelta con todos estos elementos adicionales que no esperábamos, pero es estupenda. -creativa- y ella se había ido por completo a la ciudad. Eso elevó la canción a un nivel completamente nuevo. Ella es alguien a quien respetamos, y no es realmente alguien que esperaría encontrar trabajando con una banda de metal. O una banda de rock. O sea lo que sea que somos..."

Se creó controversia por el gran parecido entre Nihilist Blues y Never Go Back del año 2011 de la banda americana de metal alternativo Evanescence, se desconoce si se llevó a cabo un arreglo entre ambas partes pero la banda dio créditos Amy Lee y compañía como parte de la composición de la canción

## Posiciones
| Chart (2019)                   | Posición |
| ------------------------------ | -------- |
| New Zealand Hot Singles (RMNZ) | 29       |
| Reino Unido (UK Singles Chart) | 77       |